# Henry Fane
Henry Fane (4 mai 1739 - 4 juin 1802) est un homme politique britannique qui siégea à la Chambre des communes pendant 30 ans, entre 1772 et 1802.

## Biographie
Il est le fils cadet de Thomas Fane (8e comte de Westmorland) et de sa femme Elizabeth Swymmer, fille de William Swymmer, un marchand de Bristol. Il est un greffier au Trésor de Sa Majesté du 7 décembre 1757 jusqu'au 29 août 1763, mais il est décrit comme « très ralenti et négligent et passant beaucoup de temps dans le pays ».

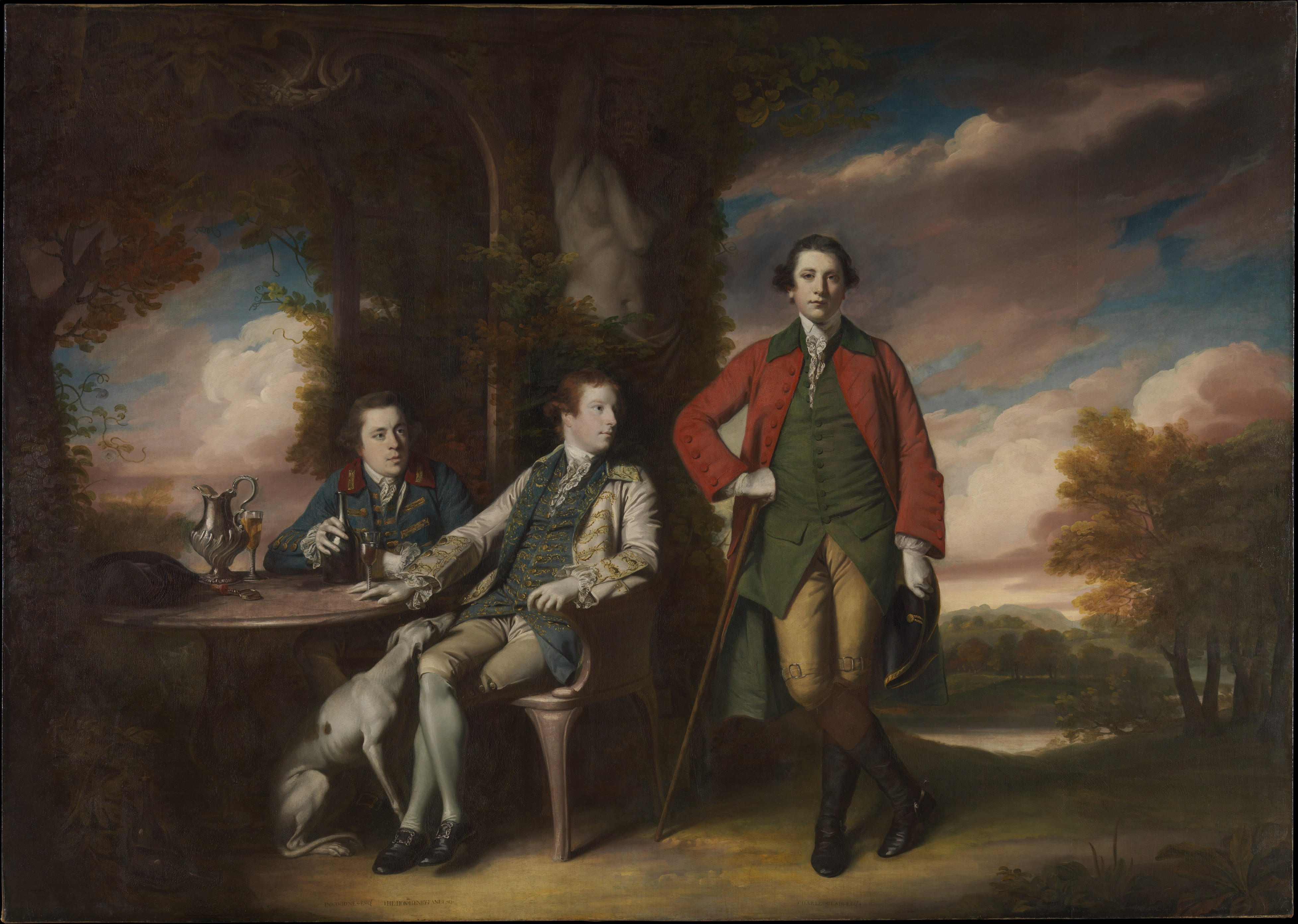
Fane avec Inigo Jones et Charles Blair de Sir Joshua Reynolds 1761–66 au Metropolitan Museum of Art

Il s'inscrit dans une longue lignée de députés pour Lyme Regis, l’arrondissement de la famille, hérité de John Scrope, qui fournit parfois aux Fanes jusqu’à deux députés simultanément. Lord Burghersh accède à la pairie en 1772 et est élevé à la Chambre des lords. Fane est élu sans opposition en tant que député de Lyme Regis lors de l'élection partielle qui s'ensuit le 27 janvier 1772. En juin 1772, il est nommé gardien des routes privées, des portes et des ponts du roi. Il est réélu à nouveau pour Lyme Regis en 1774, 1780 et 1784et en 1790 et 1796. Sa présence est moins régulière lors des deux derniers parlements. Il ne se présente pas aux élections générales de 1802. Pendant tout son temps au parlement, il n'a jamais apporté de contribution orale.

## Mariage et descendance
Le 12 janvier 1778, il épouse Anne Buckley, fille d'Edward Buckley Batson, banquier. Le père de Fane lui donne Fulbeck Hall en 1783, qu'il occupe avec sa femme en 1784, puis l'agrandit et le réaménage en ajoutant une nouvelle aile nord. Il est décédé le 4 juin 1802. Anne est décédée le 19 janvier 1838.
Le couple a 14 enfants :
- Henry Fane (général) (en), député (1778-1840)
- Anne Fane (19 janvier 1780 - mars 1831), mariée au lieutenant-général John Michel et mère du maréchal John Michel (en)
- Charles Fane (14 mai 1781 - juillet 1813) tué au combat à Vittoria
- Elizabeth Fane (1782 - 28 janvier 1802)
- Edward Fane (7 décembre 1783 - 28 décembre 1862), marié à Maria Hodges; ils ont Henry Hamlyn-Fane, le général Walter Fane et le colonel Francis Fane
- Vere Fane (5 janvier 1785 - 18 janvier 1863), député
- Frances Mary Fane (décédée le 28 juin 1787)
- Neville Fane, (16 janvier 1788 - 24 novembre 1807), mort de la fièvre jaune à Bridgetown
- William Fane (5 avril 1789 - 7 mars 1839), épouse Louisa Hay Dashwood
- Caroline Fane (28 décembre 1790 - 1859), mariée à Charles Chaplin, député
- George Augustus Fane (16 mars 1792 - 1er mars 1795)
- Mildmay Fane (septembre 1794 - 12 mars 1868), général
- Harriet Fane (1793-1834), mariée à Charles Arbuthnot, député[5]
- Robert Fane (en) (1796-1864)

Fane a également un enfant naturel avant son mariage :
- Henry Chamberlain (1er baronnet).